# Royaume-Uni au Concours Eurovision de la chanson 2016
Le Royaume-Uni a confirmé participation au Concours Eurovision de la chanson 2016 à Stockholm en Suède le 9 septembre 2015. La chanson qui représente le Royaume-Uni est sélectionnée via une finale nationale, le format de ce processus est partiellement inconnu.
Joe and Jake remportent la finale nationale Eurovision: You Decide le 26 février 2016 avec leur chanson You're Not Alone et représentent donc le Royaume-Uni à l'Eurovision 2016.

## Sélection
Le 30 septembre 2015, la BBC proposa un processus de sélection ouvert à tous les artistes voulant représenter le pays à l'Eurovision, les chansons devaient être envoyées sous forme de vidéo à la chaîne. La période d'inscription dura jusqu'au 20 novembre 2015. La BBC invitera des membres anglais de l'OGAE pour donner leurs avis sur ces chansons qui ont été envoyées. De plus, la chaîne mènera également une sélection au travers des différentes maisons de disques, et d'experts de l'industrie musicale anglaise.                                                 
Les chansons de ces différentes sélections seront regroupées dans une dernière catégorie, et présentées à un jury professionnel ainsi qu'aux téléspectateurs, qui jugeront du représentant à envoyer au Concours.
| Ordre | Artiste           | Chanson              |
| ----- | ----------------- | -------------------- |
| 1     | Joe and Jake      | You're Not Alone     |
| 2     | Bianca            | Shine a Little Light |
| 3     | Dulcima           | When You Go          |
| 4     | Matthew James     | A Better Man         |
| 5     | Darline           | Until Tomorrow       |
| 6     | Karl William Lund | Miracle              |

## À l'Eurovision
En tant que membre du Big 5, le Royaume-Uni participe directement à la finale du 14 mai 2016. Il arrive finalement 24e avec 62 points.